# Caracaraí
Caracaraí este un oraș în Roraima (RR), Brazilia.